# Margarete Schön
Margarete Schön (7 de abril de 1895 – 26 de diciembre de 1985) fue una actriz teatral y cinematográfica alemana, con una carrera que transcurrió a lo largo de casi cincuenta años. Es posiblemente más recordada a nivel internacional por su papel de Krimilda en los filmes de la serie Los nibelungos dirigidos por Fritz Lang en 1924 Die Nibelungen: Siegfried y Die Nibelungen: Kriemhilds Rache.

## Biografía

### Carrera teatral
Nacida en Magdeburgo, Alemania, su verdadero nombre era Margarethe Schippang. Cursó lecciones privadas de interpretación en Dessau a cargo del actor Hans Calm. En 1912 debutó teatralmente en Bad Freienwalde, y poco después se comprometió con el teatro municipal de Bromberg (la actual Bydgoszcz, en Polonia). Desde 1915 a 1918 formó parte de la compañía del Deutsches Theater de Hanover, y desde 1918 a 1945 actuó en el Konzerthaus Berlin.

### Carrera cinematográfica
En 1919 debutó en el cine con el film dirigido por Carl Wilhelm Du meine Himmelskönigin. Pasó los dos siguientes años haciendo diferentes pequeños papeles para los directores Carl Froelich, Hanna Henning, Alfred Halm, Walter Schmidthässler, y su marido, el director Robert Dinesen, antes de obtener un papel protagonista en el drama dirigido por Urban Gad en 1922 Hanneles Himmelfahrt.
En 1924, con el estreno de los dos filmes de la serie dirigida por Fritz Lang Die Nibelungen, se cimentaría su popularidad en Alemania, consiguiendo el reconocimiento internacional a su trabajo interpretativo. Escritas en colaboración con la que entonces era su esposa, Thea von Harbou, las películas de Lang se basaban en el poema épico Cantar de los nibelungos. Schön interpretaba a la vengativa Krimilda, actuando Paul Richter como Sigurd.
Schön superó con facilidad la transición al cine sonoro, y su carrera para la gran pantalla fue prolífica en los años 1930. Durante la Segunda Guerra Mundial ella actuó en unos diez filmes, pero generalmente evitó papeles en películas de propagada Nazi, permaneciendo de manera decidida como apolítica. Una excepción fue un pequeño papel sin créditos en la cinta nacionalista rodada por Veit Harlan en 1945 Kolberg. Uno de sus papeles más populares en esa época fue el de Frau Knauer en la comedia dirigida por Helmut Weiss en 1944 Die Feuerzangenbowle, producida por los estudios Terra-Filmkunst.
Finalizada la guerra, Schön continuó actuando en Alemania Occidental como una popular actriz de carácter, trabajando también extensamente en la radio. Desde 1948 a 1950 colaboró con Deutsche Film AG (DEFA), estudio cinematográfico de Alemania Oriental. Ella se retiró de la actuación en 1960.

### Vida personal
Margarete Schön estuvo casada con el actor y director danés Robert Dinesen. En 1968 fue galardonada con el Deutscher Filmpreis por su trayectoria en la cinematografía alemana. Ella falleció en Berlín Oeste en 1985, a los 90 años de edad.

## Filmografía
- 1918 : Schirokko
- 1919 : Mutter Erde
- 1919 : Gewalt gegen Recht
- 1919 : Die Pflicht zu leven
- 1919 : Der Tänzer
- 1919 : Der gelbe Tod
- 1919 : Die Himmelskönigin
- 1919 : Der Tod aus dem Osten
- 1919 : Der Tempel der Liebe
- 1920 : Das große Licht
- 1920 : Die Frauen vom Gnadenstein
- 1920 : Die goldene Krone
- 1921 : Der Leidensweg der Inge Krafft
- 1921 : Der schlummernde Vulkan
- 1922 : Hanneles Himmelfahrt
- 1922 : Firnenrausch
- 1922 : Erniedrigte und Beleidigte
- 1922 : Frou Frou
- 1923 : Die Nibelungen: Siegfried
- 1924 : Die Nibelungen: Kriemhilds Rache
- 1924 : Der Kampf um die Scholle
- 1925 : Wallenstein
- 1925 : Bismarck, 1. Teil
- 1926 : Spitzen
- 1927 : Die Welt ohne Waffen
- 1927 : Ein Tag der Rosen im August…da hat die Garde fortgemußt
- 1928 : Die von der Scholle sind
- 1929 : Jugendsünden
- 1929 : Die Halbwüchsigen
- 1930 : Hokuspokus
- 1930 : Das Flötenkonzert von Sans-souci
- 1931 : Gassenhauer
- 1931 : Im Geheimdienst
- 1934 : Abschiedswalzer
- 1935 : Das Mädchen Johanna
- 1935 : Der grüne Domino
- 1935 : Mazurka
- 1935 : Viktoria
- 1936 : Arzt aus Leidenschaft
- 1936 : Moral
- 1936 : Mädchen in Weiß
- 1936 : Annemarie
- 1937 : Die ganz großen Torheiten
- 1938 : Altes Herz geht auf die Reise
- 1938 : Die Frau am Scheidewege
- 1939 : Der Schritt vom Wege
- 1939 : Männer müssen so sein
- 1939 : Ihr erstes Erlebnis
- 1941 : Annelie
- 1942 : Die Entlassung
- 1942 : Du gehörst zu mir
- 1943 : Damals
- 1943 : Neigungsehe
- 1944 : Die Feuerzangenbowle
- 1944 : Meine Herren Söhne
- 1945 : Kolberg
- 1948 : Affäre Blum
- 1948 : Der große Mandarin
- 1949 : Quartett zu fünft
- 1949 : Die blauen Schwerter
- 1949 : Martina
- 1950 : Semmelweis - Retter der Mütter
- 1954 : Meines Vaters Pferde I. Teil Lena und Nicoline
- 1954 : Meines Vaters Pferde II. Teil Seine dritte Frau
- 1954 : Rittmeister Wronski
- 1955 : Herr über Leben und Tod
- 1955 : Oberwachtmeister Borck
- 1960 : Ich rufe Dresden (TV)